# 알렉산데르 폰 클루크
알렉산데르 폰 클루크는 독일 제국군의 장성으로 최종계급은 상급대장이다. 제1차 세계 대전 초기 국경 전투와 마른 전투에서 제1군을 지휘한 것으로 유명하다.

## 생애

### 초기
알렉산데르 폰 클루크는 프로이센 왕국에서 1846년 테어났다. 1866년 프로이센군에 입대하였고, 프로이센-오스트리아 전쟁에 참전하였다. 이후 벌어지는 프로이센-프랑스 전쟁에도 참전하였다. 1906년, 클루크는 보병대장으로 진급하였으며, 1913년 제1군 (독일 제국)이 되는 제7 분견대의 총사찰관이 되었다.

### 제1차 세계 대전
제1차 세계 대전에서 클루크의 역할은 굉장히 중요했다. 제1군은 슐리펜 계획에서 오른쪽 날개의 일부였다. 벨기에 침공와 국경 전투에 참여하여 어느정도 공을 세웠다. 하지만 그의 비협조적인 행동으로 제1차 마른 전투를 초래하였고, 클루크는 1915년 3월 28일, 1군의 사령관에서 물러났다. 1916년 사임하였다.